# Cháy rừng Nga 2015
Từ ngày 12 đến ngày 16 tháng 4 năm 2015, một loạt các vụ cháy rừng đã lan rộng khắp miền nam Xibia, Nga. Tại Khakassia, 29 người thiệt mạng và 6.000 người khác mất nhà cửa. Có bốn người chết tại Zabaykalsky trong vụ cháy rừng gần thành phố Chita. Tại Nội Mông cũng bị thiệt hại trong vụ cháy rừng.

## Cháy rừng
Một loạt các vụ cháy rừng bắt đầu diễn ra vào sáng Chủ nhật, ngày 12 tháng 4 tại Khakassia như một hỏa hoạn do cố ý đốt cỏ nông nghiệp, bị mất kiểm soát khi gặp những cơn gió mạnh. Thời tiết ấm và khô đã làm cho đám cháy nhanh chống lan rộng vào khu vực rừng; Nhiệt độ 25 °C và chiều cao ngọn lửa lên đến 3 mét. Truyền hình Nga cho biết, các vụ cháy có thể nhìn thấy từ không gian thông qua hình ảnh từ vệ tinh. Lúc 13 giờ, theo giờ địa phương (15:00 GMT), tình trạng khẩn cấp đã được ban bố. Bộ Các Tình trạng Khẩn cấp của Nga đã cho triển khai nhiều máy bay và trực thăng tham gia dập tắt ngọn lửa từ trên không, nhưng đến 6 giờ sáng ngày 13 tháng 4 các đám cháy vẫn không được dập tắt hoàn toàn.
Có 86 vụ cháy rừng được báo cáo ở Zabaykalsky vào ngày 13 và ngày 14 tháng 4. Các vụ cháy xảy ra gần thành phố Chita, đe dọa đến kho chứa vũ khí gần đó. Tầm nhìn bị giảm xuống chỉ còn 200 đến 300 mét. Các nhân chứng miêu tả cảnh tượng vụ cháy như "ngày tận thế" với một bầu trời đầy khói vào ban ngày ở Chita. Ước tính có khoảng 1.850 nhân viên và tình nguyện viên quân sự tham gia dập tắt đám cháy. Đến ngày 16 tháng 4 các đám cháy vẫn chưa được dập tắt.
Theo báo cáo từ các phương tiện truyền thông Trung Quốc thì các vụ cháy cũng đã lan đến Nội Mông.